# Видимая звёздная величина
Ви́димая звёздная величина́ (обозначается m) — мера яркости небесного тела (точнее, освещённости, создаваемой этим телом) с точки зрения земного наблюдателя. Обычно используют величину, скорректированную до значения, которое она имела бы при отсутствии атмосферы. Чем ярче объект, тем меньше его звёздная величина.
Уточнение «видимая» указывает только на то, что эта звёздная величина наблюдается с Земли; это уточнение нужно, чтобы отличить её от абсолютной звёздной величины (которая является характеристикой самого́ источника, а не условий его наблюдения). Оно не указывает на видимый диапазон: видимыми называют и величины, измеренные в инфракрасном или каком-либо другом диапазоне. Величина, измеренная в видимом диапазоне, называется визуальной.
В видимой части спектра самая яркая звезда на ночном небе вне Солнечной системы, Сириус, имеет видимую звёздную величину −1,46m.
Самая близкая к нам звезда, Солнце, имеет видимую величину −26,74m.
Источник, излучающий в видимом диапазоне и создающий освещённость в 1 люкс (например, источник с силой света в 1 канделу, находящийся на расстоянии 1 м), имеет видимую звёздную величину −14,20m.

## История
| Видны невооружённым глазом | Видимая величина | Яркость относительно Веги | Число звёзд ярче этой видимой величины |
| -------------------------- | ---------------- | ------------------------- | -------------------------------------- |
| Да                         | −1,0             | 250 %                     | 1                                      |
| Да                         | 0,0              | 100 %                     | 4                                      |
| Да                         | 1,0              | 40 %                      | 15                                     |
| Да                         | 2,0              | 16 %                      | 48                                     |
| Да                         | 3,0              | 6,3 %                     | 171                                    |
| Да                         | 4,0              | 2,5 %                     | 513                                    |
| Да                         | 5,0              | 1,0 %                     | 1 602                                  |
| Да                         | 6,0              | 0,40 %                    | 4 800                                  |
| Да                         | 6,5              | 0,25 %                    | 9 096                                  |
| Нет                        | 7,0              | 0,16 %                    | 14 000                                 |
| Нет                        | 8,0              | 0,063 %                   | 42 000                                 |
| Нет                        | 9,0              | 0,025 %                   | 121 000                                |
| Нет                        | 10,0             | 0,010 %                   | 340 000                                |

Шкала, используемая для обозначения звёздной величины, возникла в эллинистической Греции и использовалась для разделения видимых невооружённым глазом звёзд на шесть величин. Самые яркие звезды на ночном небе имеют первую звёздную величину (m = 1), а самые тусклые соответствуют шестой звёздной величине (m = 6), что является пределом человеческого зрительного восприятия (без помощи оптических инструментов). Каждая целая величина считалась обладающей вдвое большей яркостью по сравнению с последующей величиной (то есть использовалась логарифмическая шкала), хотя это соотношение было субъективным из-за отсутствия фотодетекторов. Эта довольно грубая шкала яркости звёзд была популяризирована Птолемеем в его труде Альмагесте и, как принято считать, придумана Гиппархом. Это невозможно ни доказать, ни опровергнуть, поскольку исходный звёздный каталог Гиппарха был утерян. Единственный сохранившийся текст самого Гиппарха (комментарий к Арату) свидетельствует о том, что у него не было системы для численного описания яркости: он всегда использует такие термины, как «большой» или «маленький», «яркий» или «слабый» или даже такие описания, как «видны в полнолуние».
В 1856 году Норман Роберт Погсон дал более формальное определение, определив звезду первой величины как звезду, которая в 100 раз ярче звезды шестой звёздной величины, тем самым постулировав логарифмическую шкалу, используемую до сих пор. Это означает, что звезда со звёздной величиной m примерно в 2,512 раза ярче звезды со звёздной величиной m + 1. Это число соответствует {\displaystyle {\sqrt[{5}]{100}}} и известно как коэффициент Погсона. Нулевую точку шкалы Погсона первоначально определяли, принимая видимую звёздную величину Полярной звезды равной в точности 2,00m. Позже астрономы обнаружили, что Полярная является переменной звездой и немного изменяет свою яркость, поэтому они переключились на Вегу в качестве стандартной точки отсчёта, постулировав яркость Веги как определение нулевой звёздной величины для любой заданной длины волны.
Помимо небольших поправок, яркость Веги по-прежнему служит определением нулевой величины для видимой и ближней инфракрасной частей спектра, где её спектральное распределение энергии близко к излучению чёрного тела при температуре 11 000 K. Однако с появлением инфракрасной астрономии было обнаружено, что излучение Веги включает в себя избыток инфракрасного излучения, предположительно из-за околозвёздного диска, состоящего из пыли при высоких температурах (но намного более холодной, чем поверхность звезды). На более коротких (например, видимых) длинах волн при этих температурах наблюдается незначительное излучение пыли. Для того, чтобы правильно расширить шкалу звёздных величин на инфракрасный диапазон спектра, эта особенность Веги не должна влиять на определение шкалы звёздных величин. Поэтому шкала звёздных величин была экстраполирована на все длины волн на основе кривой излучения чёрного тела для идеальной поверхности звезды при температуре 11 000 K, не загрязнённой излучением из её окрестностей. На основе этой модели можно вычислить спектральную энергетическую освещённость (обычно выражаемую в янских) для точки, соответствующей нулевой звёздной величине, как функцию длины волны. Небольшие отклонения указываются между системами, использующими измерительные приборы, разработанные независимо, чтобы можно было должным образом сравнивать данные, полученные разными астрономами, но большее практическое значение имеет определение звёздной величины не на одной длине волны, а применительно к отклику стандартных спектральных фильтров, используемых в фотометрии, в различных диапазонах длин волн.
| Диаметр телескопа (мм) | Ограничение на звёздную величину |
| ---------------------- | -------------------------------- |
| 35                     | 11,3                             |
| 60                     | 12,3                             |
| 102                    | 13,3                             |
| 152                    | 14.1                             |
| 203                    | 14,7                             |
| 305                    | 15.4                             |
| 406                    | 15,7                             |
| 508                    | 16,4                             |

В современных системах звёздных величин яркость в очень широком диапазоне определяется в соответствии с логарифмическим определением, подробно описанным ниже, с использованием заданного эталона. На практике такие видимые звёздные величины не превышают 30 (для возможных наблюдаемых значений). Яркость Веги превосходят четыре звезды на ночном небе в видимом диапазоне длин волн (и больше в инфракрасном диапазоне), а также яркие планеты Венера, Марс и Юпитер, и их следует описывать отрицательными величинами. Например, Сириус, самая яркая звезда небесной сферы, имеет звёздную величину −1,4m в видимом диапазоне. Отрицательные величины для других очень ярких астрономических объектов можно найти в таблице справа.
Астрономы разработали и другие фотометрические системы точки отсчёта в качестве альтернативы системы основанной на яркости Веги. Наиболее широко используется система звёздных величин AB, в которой фотометрические нулевые точки основаны на гипотетическом эталонном спектре, имеющем постоянный поток на единичный частотный интервал, а не на использовании звёздного спектра или кривой чёрного тела в качестве эталона. Нулевая точка величины AB определяется таким образом, чтобы величины объекта на основе AB и Веги были приблизительно равны в полосе фильтра V.

## Разность звёздных величин
Если видимые звёздные величины объектов 1 и 2 равны m1 и m2, то их разность определяется как
{\displaystyle m_{1}-m_{2}=-2{,}5\,\operatorname {lg} \left({\frac {L_{1}}{L_{2}}}\right),}
где L1, L2 — освещённости от этих объектов. Это соотношение известно как уравнение Погсона. Его можно записать также в другом виде:
{\displaystyle \operatorname {lg} \left({\frac {L_{1}}{L_{2}}}\right)=-0{,}4\,(m_{1}-m_{2})}
или
{\displaystyle {\frac {L_{1}}{L_{2}}}=\left(10^{0{,}4}\right)^{-(m_{1}-m_{2})}\approx 2{,}512^{-(m_{1}-m_{2})}.}
Таким образом, разница в 5 звёздных величин соответствует отношению освещённостей в 100 раз, а разница в одну звёздную величину — в 1001/5 ≈ 2,512 раза.
Из уравнения Погсона можно получить освещённость в люксах, создаваемую источником с известной видимой звёздной величиной m1 в видимом диапазоне. Поскольку освещённость L2 = 1 люкс создаёт источник с видимой звёздной величиной m2 = −14,20m, то
{\displaystyle L_{1}=10^{-0{,}4(m_{1}+14{,}20)}} люкс.
Обратив формулу, получаем видимую звёздную величину объекта, создающего освещённость L1, выраженную в люксах:
{\displaystyle m_{1}=-2{,}5\,\operatorname {lg} L_{1}-14{,}20.}

### Примеры
Видимая звёздная величина полной Луны равна −12,7m; яркость Солнца составляет −26,7m.
Разница звёздных величин Луны ({\displaystyle m_{1}}) и Солнца ({\displaystyle m_{2}}):
{\displaystyle m_{1}-m_{2}=(-12{,}7^{m})-(-26{,}7^{m})=14{,}0^{m}.}
Отношение освещённостей от Солнца и Луны:
{\displaystyle L_{2}/L_{1}=2{,}512^{m_{1}-m_{2}}=2{,}512^{14{,}0}\approx 400~000.}
Таким образом, Солнце примерно в 400 000 раз ярче полной Луны.
Освещённость, создаваемая звёздами с видимой звёздной величиной 1,0m и 6,0m в видимом диапазоне, равна соответственно 8,3×10−7 люкс и 8,3×10−9 люкс.

## Суммарная звёздная величина
Общая видимая звёздная величина (ms) двух близко расположенных небесных светил с видимыми звёздными величинами m1 и m2 вычисляется путём преобразования величин m1 и m2 к освещённостям, сложению освещённостей и последующему обратному преобразованию к логарифмическому виду:
{\displaystyle m_{\mathrm {s} }=-2{,}5\operatorname {lg} \left(10^{-m_{1}\times 0{,}4}+10^{-m_{2}\times 0{,}4}\right).}
По тому же принципу может быть вычислена общая звёздная величина систем, которые обладают бо́льшими уровнями кратности.